# Västerharun (vid Tunnhamn, Kimitoön)
Västerharun är en ö i Finland. Den ligger i Skärgårdshavet och i kommunen Kimitoön i den ekonomiska regionen  Åboland i landskapet Egentliga Finland, i den sydvästra delen av landet. Ön ligger omkring 61 kilometer söder om Åbo och omkring 150 kilometer väster om Helsingfors. Västerharun ligger 6 meter över havet.
Öns area är 2 hektar och dess största längd är 260 meter i sydöst-nordvästlig riktning.